# Reprezentacja Południowej Afryki U-20 w rugby union mężczyzn
Reprezentacja Republiki Południowej Afryki U-20 w rugby union mężczyzn – juniorski zespół Republiki Południowej Afryki w rugby union. Za jego funkcjonowanie odpowiedzialny jest Południowoafrykański Związek Rugby, członek World Rugby oraz Rugby Africa. Uczestniczy w mistrzostwach świata od 2008, to jest od początku ich rozgrywania.
Został stworzony w celu uczestniczenia w organizowanych przez IRB turniejach – Junior World Championships i Junior World Rugby Trophy – zastępujących zlikwidowane mistrzostwa drużyn U-19 i U-21.

## Turnieje
| Rok  | Turniej | Miejsce | Źródło |
| ---- | ------- | ------- | ------ |
| 2008 | JWC     | 3.      |        |
| 2009 | JWC     | 3.      |        |
| 2010 | JWC     | 3.      |        |
| 2011 | JWC     | 5.      |        |
| 2012 | JWC     | 1.      |        |
| 2013 | JWC     | 3.      |        |
| 2014 | JWC     | 2.      |        |
| 2015 | JWC     | 3.      |        |
| 2016 | JWC     | 4.      |        |
| 2017 | JWC     | 3.      |        |
| 2018 | JWC     | 3.      |        |
| 2019 | JWC     | 3.      |        |